# Le Petit Chaperon rouge (film, 1930)
Pour les articles homonymes, voir Le Petit Chaperon rouge (film) et Le Petit Chaperon rouge.
Le Petit Chaperon rouge est un film français réalisé par Alberto Cavalcanti, sorti en 1930.

## Synopsis
Une jeune femme délurée, le petit chaperon rouge (Catherine Hessling), se promène dans les bois quand elle est abordée par un vagabond faunesque, compère le loup (Jean Renoir), qui veut en faire sa proie. Heureusement, un beau hussard, qui passait par là, la délivre et l'emporte dans les airs en ballon.

## Fiche technique
- Titre : Le Petit Chaperon rouge
- Réalisation : Alberto Cavalcanti, assisté de Pierre Prévert, André Cerf et Yves Allégret
- Scénario : Jean Renoir et Alberto Cavalcanti, très librement adapté de Charles Perrault
- Photographie : Marcel Lucien
- Musique : Maurice Jaubert
- Chansons : Claude-André Puget
- Montage : Marguerite Renoir et Alberto Cavalcanti
- Photographe de plateau : Éli Lotar
- Production : Jean Renoir
- Tournage : Bourron-Marlotte (Seine-et-Marne), forêt de Fontainebleau et studios de Billancourt
- Pays de production :  France
- Format : Noir et blanc - 1,33:1 - Mono - 35 mm
- Genre : Comédie farcesque
- Durée : 60 minutes
- Date de sortie : 
  - France : 14 mai 1930

## Distribution
- Catherine Hessling : le petit chaperon rouge
- Jean Renoir : compère le loup
- André Cerf : le notaire
- Paul Quevedo : le jeune premier
- Marcel la Montagne : le fermier
- Odette Talazac : la fermière
- Pierre Prévert : le parrain, la fille au crâne rasé, la petite vieille
- Viviane Clarens : une petite fille
- Pola Illéry : une petite fille
- Amy Wells : une jeune fille, la maman, la vendeuse de journaux
- William Aguet : la vieille fille anglaise
- G. Nekrassof : la grand-mère
- Raymond Guérin-Catelain